# Juzjnij Ferganskij Kanal Imeni Andrejeva
Juzjnij Ferganskij Kanal Imeni Andrejeva (uzbekiska: Janubiy Farg‘ona Kanali, ryska: Южний Ферганский Канал Имени Андреева) är en kanal i Kirgizistan.   Den ligger i oblastet Zjalal-Abad Oblusu, i den västra delen av landet, 400 km sydväst om huvudstaden Bisjkek.